# Liste der Monuments historiques in Gibeaumeix
Die Liste der Monuments historiques in Gibeaumeix führt die Monuments historiques in der französischen Gemeinde Gibeaumeix auf.

## Liste der Objekte
| Bezeichnung              | Beschreibung                                                                         | Standort                              | Kennzeichnung | Schutzstatus | Datum | Bild |
| ------------------------ | ------------------------------------------------------------------------------------ | ------------------------------------- | ------------- | ------------ | ----- | ---- |
| Gemälde Madonna mit Kind | Ölfarbe auf Leinwand, erste Hälfte des 17. Jahrhunderts, Claude Deruet zugeschrieben | in der Kirche St-Jean-Baptiste (Lage) | PM54000276    | Classé       | 1965  |      |
| Pietà                    | Stein, farbig gefasst, Anfang des 16. Jahrhunderts                                   | in der Kirche St-Jean-Baptiste (Lage) | PM54000275    | Classé       | 1965  |      |